# FC Universitario de Vinto
Universitario de Vinto ist ein Sportverein aus Vinto im Departamento Cochabamba, Bolivien, der hauptsächlich für seine Fußballabteilung bekannt ist. Der Klub trägt seine Heimspiele im 2000 Plätze fassenden Estadio Hipólito Lazarte aus.

## Geschichte
Der Fútbol Club Universitario de Vinto wurde Anfang der 2000er Jahre als Universitätsverein der Universidad Adventista de Bolivia in Vinto von den beiden Studenten Fernando Chávez und Ramiro Ayarde gegründet. Im März 2005 wurde der Verein formal gegründet und trat der Asociación Municipal de Fútbol Vinto bei. Der Klub aus dem Departamento Cochabamba dominierte schnell die Region und stieg in höhere auf. 2017 nahm der FC Universitario erstmals an der Copa Simón Bolívar für Zweitligisten teil, scheiterte aber in der ersten Gruppenphase. 2018 kam der FC U bis ins Viertelfinale. 2019 und 2020 spielte Universitario nicht in der Copa Simón Bolívar. Erst 2021 konnte der 2005 gegründete Klub wieder um die Meisterschaft mitspielen, mit der man gleichzeitig in die Liga de Fútbol Profesional Boliviano aufsteigt. Der Klub aus Vinto kam bis ins Finale, in dem das Team einem weiteren Universitätsklub gegenüberstand. Das Hinspiel gegen Universitario de Sucre gewann Universitario de Vinto, das Rückspiel endete mit einem 1:1-Unentschieden, so dass der FC U die Meisterschaft und den Aufstieg perfekt machte.
Nach dem ersten Aufstieg des Klubs in die höchste Spielklasse ändert Universitario de Vinto das Vereinslogo, um sich vom peruanischen Universitario de Deportes besser zu unterscheiden. In der ersten Erstliga-Saison kam das Team aus Vinto in der Apertura auf den 10. und in der Clausura auf den 16. Platz der 16 Teams. In der Gesamttabelle lag das Team damit auf dem vorletzten Platz, der zum Klassenerhalt reichte.

## Stadion
Universitario de Vinto trägt seine Heimspiele im Estadio Hipólito Lazarte in Vinto im Departamento Cochabamba aus. Das Stadion umfasst 2000 Plätze. Durch den Aufstieg musste der FC U ins Estadio Félix Capriles nach Cochabamba wechseln, da das Estadio Hipólito Lazarte nicht alle Kriterien efrüllt und das mit bis zu 32.000 Zuschauern fassende Estadio Félix Capriles zudem eine deutlich höhere Kapazität bietet.

## Erfolge
- Meister der zweiten Liga: 2021